# Крижевци
Крижевци су град у Хрватској, у Копривничко-крижевачкој жупанији. Према резултатима пописа из 2011. у граду је живело 21.122 становника, а у самом насељу је живело 11.231 становника.

## Географија
Крижевци су град у Копривничко-крижевачкој жупанији, по попису становништва из 2001. град има укупно 11.894 становника. Градоначелник града је Бранко Хрх. Због близине Загреба (57 km), Крижевци се развијају као сателитско градско насеље са повољним положајем у близини регионалних средишта Копривнице (31 km), Бјеловара (33 km) и Вараждина (48 km). За настанак је Крижеваца био важан макросаобраћајни положај. Још од антике и средњег века на крижевачком простору се налазила раскрсница саобраћајних путева, а кроз Крижевце је пролазио познати пут краља Коломана који је повезивао панонски и јадрански простор. Крижевци леже на 140 m надморске висине.

## Историја
Почетком 20. века Крижевци су град, за који се каже да је насељен у 11. веку. У насељу је 644 домова са 4408 житеља, о чега је српских кућа само четири и 104 православних душа.
Од јавних здања од интереса су православна црква и комунална школа. Иако је врло мало Срба организована је православна црквена општина и парохија. Председник црквене општине је био 1905. године Владимир Петровић а перовођа Драгутин Бошњак. Православна црква посвећена Св. Сави изграђена је 1901. године. Православна парохија је основала парохијско звање и завела матице 1905. године, четврте је платежне класе, без парохијског дома и сесије, али има српско православно гробље. Парох је поп Светозар Грубач рођ. 1861. године у Војаковцу, који служи у месту тек једну годину. Школа је комунална а учитељи су римокатолици.

## Попис 1991.
На попису становништва 1991. године, насељено место Крижевци је имало 11.236 становника, следећег националног састава:
| Попис 1991.‍    | Попис 1991.‍  | Попис 1991.‍ | Попис 1991.‍ | Попис 1991.‍ |
| -------------- | ------------ | ----------- | ----------- | ----------- |
|                |              |             |             |             |
| Хрвати         | Хрвати       |             | 10.215      | 90,91%      |
| Срби           | Срби         |             | 405         | 3,60%       |
| Југословени    | Југословени  |             | 216         | 1,92%       |
| Албанци        | Албанци      |             | 30          | 0,26%       |
| Словенци       | Словенци     |             | 29          | 0,25%       |
| Македонци      | Македонци    |             | 21          | 0,18%       |
| Муслимани      | Муслимани    |             | 19          | 0,16%       |
| Мађари         | Мађари       |             | 16          | 0,14%       |
| Црногорци      | Црногорци    |             | 12          | 0,10%       |
| Роми           | Роми         |             | 5           | 0,04%       |
| Чеси           | Чеси         |             | 4           | 0,03%       |
| Италијани      | Италијани    |             | 2           | 0,01%       |
| Пољаци         | Пољаци       |             | 2           | 0,01%       |
| Словаци        | Словаци      |             | 2           | 0,01%       |
| Русини         | Русини       |             | 1           | 0,00%       |
| Украјинци      | Украјинци    |             | 1           | 0,00%       |
| остали         | остали       |             | 2           | 0,01%       |
| неопредељени   | неопредељени |             | 149         | 1,32%       |
| регион. опр.   | регион. опр. |             | 3           | 0,02%       |
| непознато      | непознато    |             | 102         | 0,90%       |
| укупно: 11.236 |              |             |             |             |

## Историја
Крижевачки жупан се спомиње 1193. што говори да је тада постојала крижевачка тврђава "Cris". Насеље Крижевци се први пут спомиње 1209. Оно је било мања насеобина без посебно регулисаног положаја. Део Крижеваца, касније назван Горњи град, добио је 1252. привилегије слободног насеља.
Уз Горњи град се развио Доњи град, који је повластицу слободног краљевског града добио 1405. Од средине 15. века Крижевачка жупанија је била највећа у Славонији. Посебну важност Доњем граду је давала жупна црква св. Крста (спомиње се од 1326), јер су оба насеља потпадала под исту жупу. Око Доњег града су у XV веку изграђене зидине па се један део нашао унутар њих, док је други део, на јужној страни, остао изван њих, градећи подграђе. Нагло пропадање града је започело у тридесетим годинама 16. века. Горњи град су 1539. спалили Османлије, када је страдао и утврђени манастир августинаца. Након доласка Чазме под османску власт 1552. Крижевци су се нашли на непосредној граничној линији. Устаљивањем границе и стварање одбрамбеног састава у Крижевцима долази војна посада претежно састављена од немачких војника.
С временом је Крижевачка жупанија смањена и сједињена са Загребачком жупанијом, али не и укинута. Крижевци су 1560. постали седиштем истоимене капетаније у саставу Славонске војне крајине. Истовремено је модернизована тврђава око града, а 1587. граде градска врата од цигле. Након Житванског мира 1606. долази до економске и демографске обнове Крижеваца, а 1635. регулишу се односи између цивилних и војних власти. Обнављају се путеви (нпр. 1641. се гради пут за Вараждинске Топлице) и јача трговина. Активно суделовање Крижеваца у трговини створило је потребу за развојем занатских удружења и оснивањем нових (1646. – чизмари и лончари, 1647.- железари, 1649. – крзнари). Обнову Крижеваца потврђује долазак црквених редова (1626. – фрањеваца и 1667. – павлини) и оснивање гимназије 1674. год (укинута 1786). Оба крижевачка града су функционално срасла у једно насеље па је 1661. почело њихово уједињење које је завршено 1752. Год. 1777. основана је гркокатоличка бискупија којој је од 1791. средиште у Крижевцима у 1782. напуштеном фрањевачком манастиру. У 18. веку настављен је полагани демографски раст и отклањање непосредне опасности од Османлија створили су потребу за јачањем производње. У Крижевцима је основана једна од првих мануфактура на овом подручју – фабрика керамике, али је производња трајала само шест година (1775—1781). У Крижевцима се развија и свиларство (1776), а појачава се обим трговине па је град 1780. од Јосипа II. добио право на одржавање два, а 1784. још четири нова сајма, док је право на недељни сајам имао од 1846. У другој пол XVIII века војска је напустила Крижевце и они поново постају седиштем осамостаљене Крижевачке жупаније (1759), а у граду Крижевци јачају друштвене делатности попут музичке школе (1813), библиотеке (1839), позориште итд. Средином 19. века Крижевци су започели економску модернизацију. Крижевци 1886. престају бити седиште жупаније када је Крижевачка жупанија спојена са Бјеловарском жупанијом.

## Познате личности
- Драгутин Кузмић (1886—?) бригадни генерал Југословенске војске, припадник Хрватског домобранства и командант домобрана који су прешли у редове Југословенске војске у Отаџбини.
- Антун Банек (1901—1987) бициклиста, југословенски олимпијац учесник на ЛОИ 1924. у Амстердаму
- Звонко Саболовић (1923—2008) атлетичар, југословенски олимпијац учесник на ЛОИ 1948. у Лондону
- Бранко Видовић (1923—2013) пливач, југословенски олимпијац учесник на ЛОИ 1948. у Лондону